# Анна фон Олденбург
Анна фон Олденбург (на немски: Anna von Oldenburg; * 14 ноември 1501 в Олденбург; † 24 септември 1575 в Емден) от фамилията Дом Олденбург е графиня на Олденбург и чрез женитба графиня (1530 – 1540), от 1540 до 1561 г. регентка, на Графство Източна Фризия.
Тя е дъщеря на граф Йохан V фон Олденбург (1460 – 1526) и съпругата му Анна фон Анхалт-Цербст († 1531), дъщеря на княз Георг I фон Анхалт-Цербст.
Анна се омъжва на 6 март 1530 г. за управляващия граф Ено II (1505 – 1540) от Източна Фризия. След смъртта му през 1540 г. вдовицата Анна поема управлението от 1542 до 1561 г. за нейните малки деца.  Нейният най-главен съветник е брат ѝ Христоф фон Олденбург до неговата смърт през 1566 г.

## Деца
Анна и граф Ено II имат шест деца:
- Елизабет (1531 – 1555), омъжена 1553 г. за граф Йохан V фон Шаумбург-Пинеберг (1531 – 1560)
- Едзард II (1532 – 1599), граф на Източна Фризия, женен от 1559 г. за принцеса Катарина Васа (1539 – 1610), дъщеря на Густав I Васа, крал на Швеция
- Хедвиг (1535 – 1616), омъжена 1562 г. за херцог Ото II фон Брауншвайг-Харбург (1528 – 1603)
- Анна (1534 – 1552)
- Христоф (1536 – 1566 в Комаром, Унгария)
- Йохан (1538 – 1591), от 1561 г. съ-граф на Източна Фризия.